# پیرس سیتی (میزوری)
پیرس سیتی (به انگلیسی: Pierce City) یک شهر در ایالات متحده آمریکا است که در میزوری واقع شده‌است. پیرس سیتی ۳٫۳۲ کیلومتر مربع مساحت و ۱٬۲۹۲ نفر جمعیت دارد و ۳۷۱ متر بالاتر از سطح دریا واقع شده‌است.